# Albertavenator
Albertavenator – wymarły rodzaj dinozaura, teropoda z grupy celurozaurów i rodziny troodontów.
Skamieniałości nieznanego zwierzęcia znaleziono w Kanadzie, w prowincji Alberta. Wśród skał formacji Horseshoe Canyon, datowanych na mastrycht w kredzie późnej (ogniwo Horsethief) spoczywały kości czołowe zwierzęcia z rodziny troodonów, niewielkich teropodów zamieszkujących Laurazję od końca jury do końca kredy. Oznakowane jako TMP 1993.105.0001, i tak były bardziej kompletne od licznych drobnych pozostałości Troodon znalezionych w skałach formacji Dinosaur Park. Ogólnie szczątki Troodontidae w Ameryce Północnej nie są czymś obfitym. Porównania z nimi wskazały pewne odmienne proporcje wielkości. Doszukano się trzech autapomorfii. Powierzchnia zewnętrzna kości była krótka, stosunek długości do szerokości wynosił poniżej 1,3. Otwór brwiowy pierwotny skracało od przodu połączenie z kością łzową. Charakterystyczne było też połączenie z kością ciemieniową, gdzie duży fałd kości czołowej zachodził na boczną część wyrostka przednio-przyśrodkowego kości ciemieniowej. W efekcie opisano nowy rodzaj dinozaura. Evans i współpracownicy kreowali dzięki temu w 2017 nowy rodzaj dinozaura, któremu nadali nazwę Albertavenator. Nazwę zaczerpnęli od miejsca znalezienia, prowincji Alberta, oraz łacińskiego słowa venator oznaczającego myśliwego. W obrębie rodzaju wyróżniono pojedynczy gatunek Albertavenator curriei. Epitet gatunkowy upamiętnia paleontologa nazwiskiem Philip J. Currie, zasłużonego w badaniach teropodów z Alberty, zwłaszcza z grupy Paraves.